# 朱瞻垠
蘄獻王朱瞻垠（1405年—1421年11月7日），是明仁宗朱高熾庶四子，母賢妃李氏，明朝追封蘄王。

## 生平
朱瞻垠出生于永樂三年（1405年）五月初五日，永樂十九年十月十二日壬寅去世（1421年11月7日），享年十七岁。永樂二十年十月十三（1422年10月28日）追封靜樂王，諡號莊獻。永乐二十二年（1424年）五月初十葬于昌平绵山。
永樂二十二年（1424年），仁宗即位，追封朱瞻垠為蘄王，諡號獻。